# Stricticomus transversalis transversalis
Stricticomus transversalis transversalis é uma subespécie de insetos coleópteros polífagos pertencente à família Anthicidae.
A autoridade científica da subespécie é Villa & Villa, tendo sido descrita no ano de 1833.
Trata-se de uma subespécie presente no território português.